# Оштрик (планина)
Оштрик је планина у југозападној Србији, са запада, најближе место је Прибој, са истока Нова Варош, а са југа Пријепоље. Оштрик је гребен, надморске висине 1283м, колико износи његов највиши врх Велики Оштрик. Испод јужних падина Оштрика, умирено је Потпећко језеро. Испод планине, пролази магистрала Прибој-Рутоши-Кокин брод.
На Оштрику се налазе остаци тврђаве за коју се сматра да је припадала властеоској породици Војислављевић.